# Vedarambha
Le Vedarambha, appelé aussi Praishartha, est un rite de l'hindouisme: un samskara lié à l'enfant et l'adolescent. Si l'upanayana marque le début des études, le vedarambha fête spécifiquement le commencement de l'apprentissage des Védas. D'une manière très personnelle, le vedarambha marque également l'étude de la branche des Védas qui est transmis spécifiquement au sein de sa propre famille.